# چارلز لاپورت
 چارلز لاپورت (انگلیسی: Charles Lapworth؛ ۲۰ سپتامبر ۱۸۴۲ – ۱۳ مارس ۱۹۲۰) یک زمین‌شناس اهل بریتانیا بود.
وی همچنین برنده جوایزی همچون مدال پادشاهی شده است.